# Vágvölgyi Lajos
Vágvölgyi Lajos (született: Kohn Lajos; Illava, Trencsén vármegye, 1877. április 29.– Arad, 1941.) magyar főrabbi, egyházi író, szerkesztő.

## Életútja, munkássága
1893-1904-ig közt végezte el a budapesti Rabbiképzőt. 1903-ban bölcsészdoktorrá, 1905-ben rabbivá avatták szintén Budapesten.
Csurgón volt főrabbi 1906-1907-ben, majd 1909-től haláláig az aradi neológ zsidó hitközség élén. 1921-től az Erdély–Bánáti Rabbiegyesület elnökségének tagja. Egyik tagja annak a bizottságnak, amelyik 1935-ben kidolgozza a zsidó elemi iskolákban folyó hittantanítás tantervét.
Az aradi zsidó templom alapkőletételének 100. évfordulóján tartott ünnepi beszédét Schütz Henrik beszédével együtt az ünnepségre megjelent alkalmi kiadványban (Arad, 1928), egy írását az Erdély–Bánáti Rabbiegyesület Közleményei 1. kötetében (Temesvár, 1934), Kecskeméti Lipótról tartott emlékbeszédét a Közlemények 8. kötetében (Nagyvárad, 1937) közölték.
Szerkesztésében jelentek meg az aradi zsidó naptárak.

## Fő munkája
- R. Mosis Maimuni Commentarius in Mischnam ad tract. Sabbath. Budapest, 1903.